# Victor Moll
Victor Hugo Moll (* 1956) ist ein US-amerikanischer Mathematiker, der sich mit Analysis befasst.
Moll studierte an der Universidad Santa Maria und an der New York University mit dem Master-Abschluss 1982 und der Promotion 1984 bei Henry P. McKean (Stability in the Large for Solitary Wave Solutions to McKean's Nerve Conduction Caricature). Als Post-Doktorand war er an der Temple University und 1986 wurde er Assistant Professor, 1992 Associate Professor und 2001 Professor an der Tulane University.
Er war 1990/91 Gastprofessor an der University of Utah, 1999 an der Universidad Técnica Federico Santa María in Valparaíso und 1995 Gastwissenschaftler am Courant Institute of Mathematical Sciences of New York University.
Er befasst sich mit klassischer Analysis, symbolischem Rechnen und experimenteller Mathematik, speziellen Funktionen und Zahlentheorie.

## Schriften
- The evaluation of integrals, a personal story, Notices AMS, 2002, Nr.3
- mit Henry McKean Elliptic Curves: function theory, geometry, arithmetic, Cambridge University Press 1997
- Numbers and functions: from a classical-experimental mathematician’s point of view, AMS 2012
- Herausgeber mit Tewodros Amdeberhan Tapas in experimental mathematics, AMS Special Session on Experimental Mathematics, January 5, 2007, New Orleans, Louisiana, AMS 2008
- Herausgeber mit Tewodros Amdeberhan, Luis A. Medina Gems in experimental mathematics, AMS Special Session, Experimental Mathematics, January 5, 2009, Washington, DC, AMS 2010
- mit G. Boros Irresistible Integrals: Symbolics, Analysis and Experiments in the Evaluation of Integrals, Cambridge University Press, 2004.